# کنگره ورونا

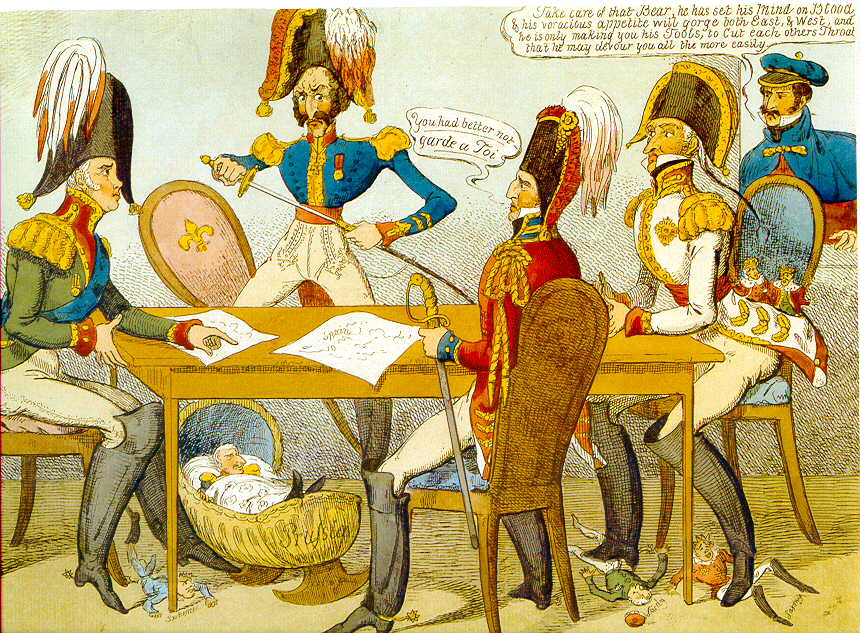
تصویرپردازی طنزآمیز از کنگره ورونا.

کنگره ورونا (انگلیسی: Congress of Verona) به عنوان بخشی از کنسرت اروپا به ابتکار مترنیخ در ۲۰ اکتبر ۱۸۲۲ برگزار شد.

## شرکت‎کنندگان
نمایندگان پیمان پنج‌جانبه که در این کنگره حاضر بودند به ترتیب زیر است:
- روسیه امپراتور روسیه الکساندر یکم و وزیرخارجه این کشور کارل نسلرود
- اتریش صدراعظم امپراتوری اتریش کلمنس ونتسل فون مترنیخ
- پروس صدراعظم پادشاهی پروس کارل آوگوست فن هاردنبرگ
- پادشاهی فرانسه وزیر خارجه پادشاهی بوربون فرانسه و فرانسوا-رنه دو شاتوبریان
- بریتانیا دوک ولینگتون که پس از خودکشی وزیر خارجه بریتانیا، لرد کاسلری جای او را گرفت.

## مسائل مطروح
مهمترین مسائل مطرح شده در کنگره ورونا عبارت بود از:
- سؤال یونان: قرار شد اعضای کنسرت اروپا در جنگ استقلال یونان به شکل مستقیم شرکت نکنند.
- سؤال ایتالیا: اتریش شهریارنشین‌های شمالی ایتالیا در تصرف خود داشت و بریتانیا با این امر مخالفت می‌کرد. در این مورد توافقی به دست نیامد.
- سؤال اسپانیا: مهم‌ترین مسئله در کنگره به آینده اسپانیا و دخالت یا عدم دخالت اعضای کنسرت اروپا در سرکوب جنبش‌های آزادی‌خواهی در سرزمین‌های تحت کنترل اسپانیا بود. علی‌رغم بحث بسیار، به علت مخالفت بریتانیا قرار شد کنسرت اروپا در برابر این جنبش‌ها سیاست عدم مداخله در پیش بگیرد. این امر به همراه دکترین مونرو که یک سال بعد (۱۸۲۳) از سوی ایالات متحده آمریکا اعلام شد به استقلال بسیاری از ملت‌های آمریکای لاتین منجر شد.